# 1. Līga 2011
La 1. Līga 2011 è stata la 20ª edizione della seconda divisione del Campionato lettone di calcio dalla ritrovata indipendenza. Il Futbola Skola Metta LU ha vinto il campionato, ottenendo la promozione in massima serie.

## Stagione

### Novità
Il campionato era composto da 13 squadre, anziché 12. Le due squadre promosse nello scorso campionato si iscrissero regolarmente; viceversa sia il Tranzit (che addirittura non disputò i play-out salvezza) che il Jaunība Rīga, retrocesse dalla Virslīga, non si iscrissero, chiudendo la loro storia sportiva. In particolare il Tranzit divenne formazione riserve del Ventspils.
Nella Virslīga, inoltre, non si iscrisse il Blāzma, formazione di Rēzekne: fu quindi iscritta nella 1. Līga la neonata Rēzeknes BJSS.
Dalla 2. Līga furono promosse e iscritte Varavīksne e SC Ogre/FK33. La formazione riserve del Jelgava, pur retrocessa, fu iscritta ugualmente; viceversa la formazione riserve del Daugava smise di essere tale e cambiò nome in BFC Daugava.

### Formula
Le tredici squadre partecipanti si affrontavano in turni di andata e ritorno per un totale di 24 incontri per squadra. La formazione prima classificata era promossa in Virslīga 2012, la seconda effettuava uno spareggio con l'ultima di Virslīga 2011, mentre l'ultima classificata era retrocessa in 2. Līga. Come sempre le formazioni riserve non concorrevano alla promozione in massima serie.
Erano assegnati tre punti per la vittoria, uno per il pareggio e zero per la sconfitta. In caso di arrivo in parità si teneva conto della classifica avulsa.

## Squadre partecipanti
| Club                | Città      | Stagione precedente                               |
| ------------------- | ---------- | ------------------------------------------------- |
| Auda Ķekava         | Rīga       | 8° in 1. Līga                                     |
| BFC Daugava         | Daugavpils | 7° in 1. Līga                                     |
| RFS Riga            | Rīga       | 3° in 1. Līga                                     |
| Jelgava-2           | Jelgava    | 11° in 1. Līga, retrocesso e in seguito riammesso |
| Metalurgs Liepāja-2 | Liepāja    | 4° in 1. Līga                                     |
| Metta/LU            | Rīga       | 5° in 1. Līga                                     |
| Ogre / FK33         | Ogre       | 2° in 2. Līga, promosso                           |
| Rēzeknes BJSS       | Rēzekne    | 7° in Virslīga                                    |
| Spartaks Jūrmala    | Jūrmala    | 9° in 1. Līga                                     |
| Tukums 2000         | Tukums     | 10° in 1. Līga                                    |
| Valmiera            | Valmiera   | 6° in 1. Līga                                     |
| Varavīksne          | Liepāja    | 1° in 2. Līga, promosso                           |
| Ventspils-2         | Ventspils  | 9° in Virslīga, rinuncia ai play-out, retrocesso. |

## Classifica finale
|  | Pos. | Squadra             | Pt | G  | V  | N | P  | GF | GS  | DR   |
|  | ---- | ------------------- | -- | -- | -- | - | -- | -- | --- | ---- |
|  | 1.   | Metta/LU            | 56 | 24 | 17 | 5 | 2  | 61 | 14  | +47  |
|  | 2.   | Metalurgs Liepāja-2 | 53 | 24 | 17 | 2 | 5  | 87 | 30  | +57  |
|  | 3.   | Spartaks Jūrmala    | 52 | 24 | 16 | 4 | 4  | 74 | 20  | +54  |
|  | 4.   | RFS Riga            | 51 | 24 | 16 | 3 | 5  | 68 | 25  | +43  |
|  | 5.   | Varavīksne          | 39 | 24 | 12 | 3 | 9  | 56 | 39  | +17  |
|  | 6.   | Ventspils-2         | 34 | 24 | 9  | 7 | 8  | 45 | 32  | +13  |
|  | 7.   | Rēzeknes BJSS       | 30 | 24 | 9  | 3 | 12 | 41 | 52  | −11  |
|  | 8.   | BFC Daugava         | 29 | 24 | 8  | 5 | 11 | 37 | 47  | −10  |
|  | 9.   | Auda Ķekava         | 28 | 24 | 8  | 4 | 12 | 35 | 48  | −13  |
|  | 10.  | Valmiera            | 28 | 24 | 9  | 1 | 14 | 33 | 49  | −16  |
|  | 11.  | Tukums 2000         | 22 | 24 | 5  | 7 | 12 | 33 | 54  | −21  |
|  | 12.  | Jelgava-2           | 20 | 24 | 5  | 5 | 14 | 30 | 61  | −31  |
|  | 13.  | SC Ogre/FK33        | 1  | 24 | 0  | 1 | 23 | 19 | 151 | −132 |

## Risultati
|                     | AUD | BFC | JE2 | MET | LM2      | OGR  | REZ | RFS | SPA | TUK | VAR | VAL | VE2  |
| Auda                |     | 1-0 | 0-0 | 2-4 | 1-4      | 4-0  | 3-1 | 1-1 | 1-2 | 2-1 | 1-1 | 1-3 | 1-4  |
| BFC Daugava         | 1-3 |     | 2-0 | 0-3 | 1-2      | 6-0  | 1-3 | 1-5 | 2-1 | 1-1 | 3-2 | 4-2 | 1-1  |
| Jelgava-2           | 0-0 | 0-3 |     | 1-3 | 0-8      | 6-3  | 1-5 | 2-4 | 0-3 | 4-2 | 2-3 | 3-4 | 3-1  |
| Metta/LU            | 1-0 | 2-0 | 2-0 |     | 4-0      | 4-1  | 3-0 | 0-0 | 1-2 | 1-1 | 1-1 | 7-0 | 1-0  |
| Metalurgs Liepāja-2 | 4-0 | 7-2 | 5-0 | 2-0 |          | 15-1 | 5-1 | 1-3 | 1-1 | 5-0 | 4-5 | 3-1 | 3-0  |
| Ogres SC/FK33       | 1-8 | 1-1 | 1-4 | 0-8 | 1-9      |      | 2-7 | 0-4 | 2-3 | 0-3 | 1-2 | 1-5 | 1-13 |
| Rezeknes BJSS       | 2-0 | 1-1 | 1-1 | 1-2 | 1-2      | 3-1  |     | 0-2 | 1-1 | 3-2 | 3-2 | 3-1 | 3-2  |
| RFS Riga            | 5-0 | 2-4 | 0-1 | 1-3 | 0-2      | 9-0  | 9-0 |     | 2-0 | 4-1 | 3-2 | 4-1 | 2-0  |
| Spartaks            | 7-0 | 4-0 | 5-0 | 1-1 | 5-0      | 12-0 | 3-0 | 1-2 |     | 8-1 | 6-1 | 1-2 | 1-0  |
| Tukums 2000         | 3-0 | 1-1 | 1-1 | 0-6 | 0-2      | 8-0  | 1-0 | 2-3 | 1-1 |     | 0-1 | 2-0 | 0-0  |
| Varaviksne          | 2-1 | 2-0 | 1-1 | 1-2 | 1-2 11-1 | 2-0  | 2-1 | 1-2 | 2-1 |     | 6-0 | 1-2 |      |
| FValmiera           | 0-2 | 1-2 | 1-0 | 0-2 | 1-0      | 2-0  | 2-1 | 0-1 | 0-1 | 6-0 | 0-3 |     | 0-0  |
| Ventspils-2         | 1-3 | 2-0 | 3-0 | 0-0 | 1-1      | 4-1  | 2-1 | 1-1 | 1-3 | 3-3 | 2-1 | 2-1 |      |

## Verdetti finali
- Metta LU promosso in Virslīga 2012.
- Spartaks ammesso allo spareggio promozione, in seguito promosso.
- SC Ogre/FK33 retrocesso in 2. Līga.